# Levan av Kakheti
Levan av Kakheti, död 1574, var en georgisk monark. Han var kung i kungariket Kakheti mellan 1518 och 1574.